# Eugène Drenthe

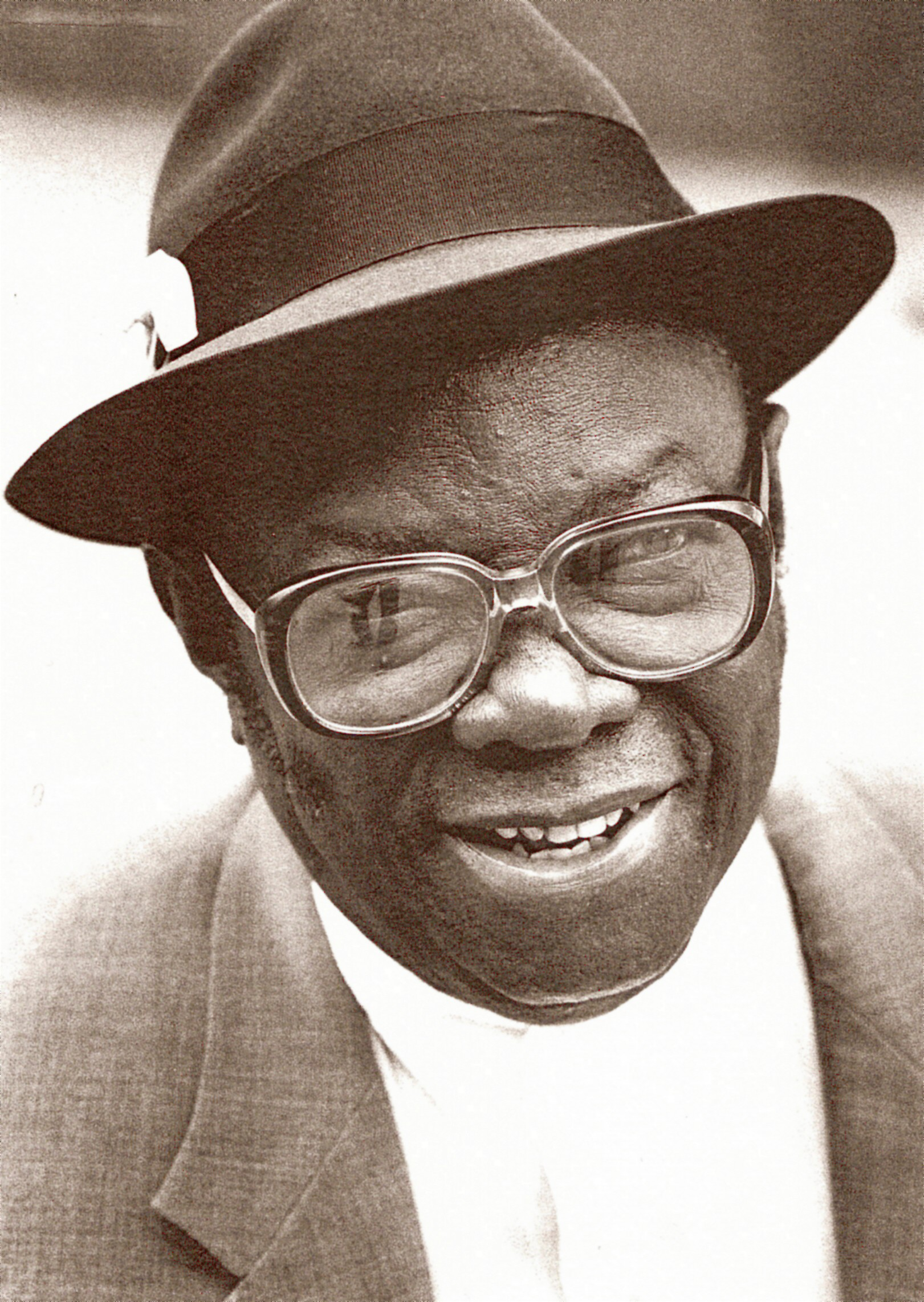
Eugène Drenthe

Eugène Constantijn Donders Drenthe (Laarwijk (district Suriname), 12 december 1925 – Rotterdam, 30 maart 2009) was een Surinaams toneelschrijver, toneelregisseur en dichter.
Drenthe werd geboren op de voormalige plantage Laarwijk (tegenwoordig in district Commewijne) en werkte als arbeider bij Billiton, en als vormingswerker en voorlichtingsambtenaar. Hij was bijzonder actief bij de vereniging NAKS. In februari 1977 vestigde hij zich definitief in Nederland.
Hij kreeg zijn toneelopleiding van Emilio Meinzak, Anton Sweers en Henk Zoutendijk. Drenthe schreef en regisseerde vanaf 1959 toneelstukken en folkloristische shows - in totaal bijna dertig – die het alledaagse leven onder de creolen te zien geven, bijvoorbeeld Rudy, het voetbaljongetje (1959), het folkloristische drama Katibo bagasi [De lasten van de slavernij] (1998) en Djompo abra [Sprong voorwaarts] (1977). Met Eigen oogst/ Apna phal (1988) schreef hij ook een stuk met een 'klassiek' hindoestaanse thematiek: de overspelige man. Hij schreef vier dichtbundels, in het Sranan en het Nederlands, in compacte taal: Skuma/ Schuim (1982), Sroysi/ Sluis (1984), Sipi/ Schip (1991) en Bromtyi/ Bloemen (2000).
In 1970 bedacht Drenthe de figuur Gudu Ppa (oude spelling: Goedoe Pa) als postkoloniale variant op Sinterklaas.
In 1972 werd hem de Orde van Oranje-Nassau verleend. Hij weigerde deze omdat hij meende niets bijzonders gedaan te hebben. In 2005 kreeg hij van de stad Rotterdam de Erasmusspeld. In 2018 kreeg hij een plaats op de Iconenkalender van NAKS.

## Een gedicht van Eugène Drenthe
| Fadon dipi Mi sen aksi loktu fu san-ede sonte a’e kibri en fesi a baka dungru wolku Mi aksi son fu san-ede wan lo lesi a no e opo fruku manten kon a doro dan frukfruku bakadina ai dukrun e kribri so Mi tak nanga muntjentji tu fu a taigi mi san-ede mek a’e skoifi go knapu a baka f’grontapu skotu Den ala piki mi nanga bigi sari tak den ai e breni f’tan luku so langa in na nak dampu tingi kumakoisi di libisma mek grontapu kon tron noya Na wan sari | Omlaaggemieterd Ik vroeg aan de lucht waarom ze soms haar bakkes verstopt achter donderwolken Ik vroeg aan de zon waarom ze ’s morgens vroeg zo vaak in haar nest blijft en alweer vroeg op de middag tussen de lakens schiet Ik praatte ook met de maan opdat ze mij zou vertellen waarom ze telkens wegschuift in de coulissen van de aarde En allen antwoordden mij met droefheid in het hart dat zij hun ogen verblindden in de stankgassen van het schijthuis dat de mensheid van de wereld heeft gemaakt Wat een trieste zaak [Vrije vertaling: Michiel van Kempen] |

## Over Eugène Drenthe
- Michiel van Kempen, Een geschiedenis van de Surinaamse literatuur. Breda: De Geus, 2003, deel II, pp. 725–728.